# Elies (Oratori)

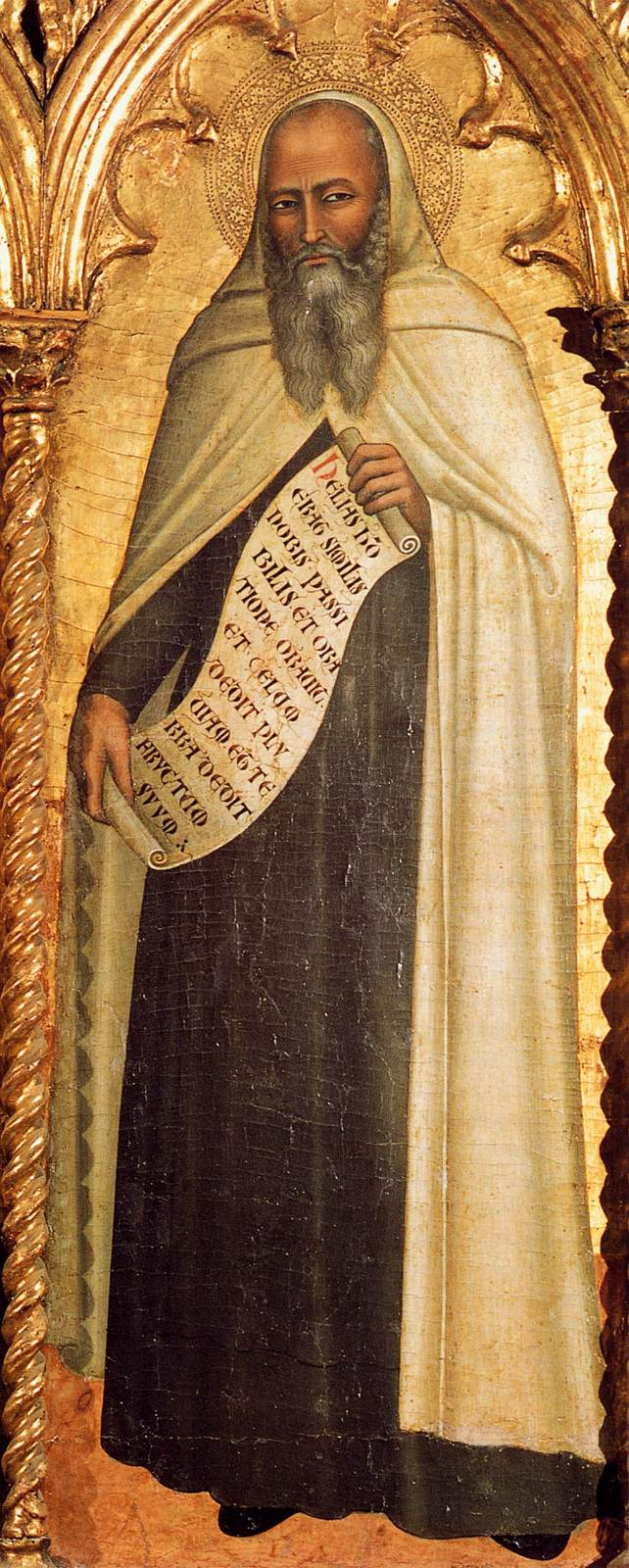
L'oratori Elies de Felix Mendelssohn descriu els esdeveniments de la vida del profeta bíblic Elies.

Elies (en alemany Elias, en anglès: Elijah), Op. 70, MWV A 25, és un oratori amb música de Felix Mendelssohn. Va ser estrenat el 1846 en el Festival Musical Triennal de Birmingham, Anglaterra. Descriu alguns esdeveniments de la vida del profeta bíblic Elies, extrets dels llibres dels Reis de l'Antic Testament.

## Música i estil
Aquesta peça va estar composta en l'esperit dels predecessors barrocs de Mendelssohn: Johann Sebastian Bach i Georg Friedrich Händel. En 1829 Mendelssohn havia organitzat la primera interpretació moderna de la Passió segons Sant Mateu de Bach, la primera des de la mort del compositor, esdevenint un impulsor i difusor de les obres de Bach. En canvi, els oratoris de Händel mai no havien passat de moda a l'Anglaterra. Mendelssohn va preparar una edició erudita d'alguns oratoris de Händel per a la seva publicació a Londres. Elies està inspirat en els oratoris d'aquests dos mestres del barroc, però el seu lirisme, color orquestral i coral reflecteixen el caràcter compositiu de Mendelssohn.
L'obra conté parts vocals per a quatre solistes (baix-baríton, tenor, contralt i soprano), amb partitura per a orquestra simfònica completa, incloent-hi trombons, figle, orgue, i un gran cor que canta normalment a quatre veus, però ocasionalment a vuit o a tres veus (només dones en aquest cas). El paper del narrador és per a baix-baríton i en l'estrena va ser interpretat pel baix austríac Josef Staudigl.
Mendelssohn havia parlat d'un oratori basat en la vida d'Elies al seu amic Karl Klingemann, qui li havia proporcionat el llibret per a la seva opereta còmica Die Heimkehr aus der Fremde. Klingemann el va començar però el va deixar incomplet. Mendelssohn llavors va demanar a Julius Schubring, el llibretista del seu anterior oratori, Paulus, que el completés. Schubring va deixar de banda el que havia fet Klingemann i va escriure el seu text a partir de la història d'Elies tal com s'explica al Llibre dels Reis i als Salms. L'any 1845 Mendelssohn va rebre l'encàrrec d'un oratori per part del festival de Birmingham, fet que el va decidir a treballar amb Schubring per donar forma al text, i entre 1845 i 1846 va compondre la música per l'obra. Aviat va ser traduït a l'anglès per William Bartholomew, que a més de poeta era també compositor, i que va poder treballar amb la partitura al mateix temps que traduïa el text. L'oratori es va estrenar, en la seva versió anglesa, el 26 d'agost de 1846, amb un èxit aclaparador. El compositor va revisar l'obra, tot afegint moviments i esborrant-ne d'altres, reestrenant ell mateix om a director l'obra revisada el 16 d'abril de 1847 a l'Exeter Hall de Londres, en presència de la Reina Victòria i del Príncep Albert del Regne Unit. La versió alemanya es va estrenar en l'aniversari del naixement de Mendelssohn, el 3 de febrer de 1848, a la ciutat de Leipzig, dirigida per Niels Wilhelm Gade, alguns mesos després de la mort del compositor, esdevinguda el 4 de novembre de 1847. En el decurs d'un any va ser interpretat a Viena, Berlín, Sant Petersburg i Nova York, entre altres ciutats.

## Narrativa bíblica
L'oratori es fa ressò dels episodis bíblics al voltant del profeta Elies. Aquests episodis es narren breument, per a produir escenes intensament dramàtiques, amb l'afegit de diversos textos relacionats, principalment provinents de l'Antic Testament. Aquests eren sens dubte del gust de l'època de Mendelssohn, amb un cert sentimentalisme victorià en algunes de les parts de l'obra.
Entre els episodis narrats, s'explica la resurrecció d'un nen. Un altre episodi dramàtic és el concurs dels déus, conegut també com El sacrifici del Mont Carmel, en el qual Jahvè converteix un sacrifici ofert en una columna de foc, mentre les frenètiques oracions dels profetes del déu Baal fallen. La primera part conclou amb la pluja que acaba amb la sequera d'Israel, gràcies als precs d'Elies. La segona part descriu la persecució d'Elies per part de la Reina Jezabel, el seu retir al desert, la seva visió de Déu, el seu retorn a la seva feina i la seva ascensió al cel en un carro de foc. L'obra acaba amb algunes profecies del llibre d'Isaïes i les lloances del Llibre dels Salms.

## Estructura
El treball, en dues parts, s'inicia amb una declamació d'Elies, després de la qual s'interpreta l'obertura. Les diferents peces es poden veure en la taula següent, amb el text tant en alemany com català, la font bíblica per al passatge i les veus que intervenen. El cor és majoritàriament a quatre veus SATB [Soprano - Alt - Tenor - Baix], amb fragments fins a vuit veus. Els solistes són Elies (baríton); una soprano cantant com la vídua, un jove i el segon àngel; contralt cantant el primer àngel i la reina; i tenor, cantant les parts de Abdies i Acab. Mendelssohn va comptar amb diversos solistes i l'obra s'interpreta sovint amb quatre solistes.
Alguns moviments estan fets com a recitatiu i ària, i altres exploren combinacions híbrides, com a recitatiu amb cor, per tal d'obtenir un efecte més dramàtic.
| Núm. | Descripció            | Íncipit                                    | Traducció                                    | Font del text   | Veus                      |
| ---- | --------------------- | ------------------------------------------ | -------------------------------------------- | --------------- | ------------------------- |
|      | Introducció           | Sota wahr der Herr, der Gott Israels lebet | Tan cert com que viu el Senyor, Déu d'Israel | Reis I 17:1     | Elies                     |
|      | Obertura              |                                            |                                              |                 |                           |
| 1    | Cor                   | Hilf, Herr!                                | Ajuda, Senyor!                               |                 | SATB                      |
| 2    | Duo amb cor           | Herr, höre unser Gebet!                    | Senyor!, Escolta la nostra oració!           |                 | S A SATB                  |
| 3    | Recitatiu             | Zerreißet eure Herzen                      | Esquinceu els vostres cors                   |                 | Abdies                    |
| 4    | Ària                  | Sota ihr mich von ganzem Herzen suchet     | Em trobareu si em busqueu de tot cor         |                 | Abdies                    |
| 5    | Cor                   | Aber der Herr sieht és nicht               | Però el Senyor no ho veu                     |                 | SATB                      |
| 6    | Recitatiu             | Elias, gehe von hinnen                     | Elies, Marxa d'aquí!                         | Reis I 17:2-4   | Àngel I                   |
| 7    | Quartet doble         | Denn er hat seinen Engeln befohlen         | Doncs t'encomanarà als seus àngels           | Salms 91:11     | Àngels: SSAATTBB          |
| 7    | Recitatiu             | Nun auch der Bach vertrocknet ist          | El rierol també s'ha assecat.                | Reis I 17:7-9   | Àngel I                   |
| 8    | Recitatiu, ària i duo | Was hast du mir getan                      | Què m'has fet? Home de Déu!                  | Reis I 17:18-24 | Vídua, Elies              |
| 9    | Cor                   | Wohl dem, der den Herrn fürchtet           | Benaurat l'home que tem el Senyor            |                 | SATB                      |
| 10   | Recitatiu amb cor     | Sota wahr der Herr Zebaoth lebet           | Viu el Senyor, Déu dels exèrcits             | Reis I 18:15-25 | Elies, Acab, SATB         |
| 11   | Cor                   | Baal erhöre uns!                           | Baal, escolta'ns!                            | Reis I 18:26    | SSAATTBB                  |
| 12   | Recitatiu amb cor     | Rufel lauter! Denn er ist ja Gott!         | Crideu més fort! Déu no us sent!             | Reis I 18:27    | Elies, SATB               |
| 13   | Recitatiu amb cor     | Rufel lauter! Er hört euch nicht.          | Crideu més fort! No us sent!                 | Reis I 18:28    | Elies, SATB               |
| 14   | Ària                  | Herr, Gott Abrahams, Isaaks und Israels    | Senyor, Déu d'Abraham, Isaac i Jacob!        | Reis I 18:36-37 | Elies, SATB               |
| 15   | Quartet               | Wirf dein Anliegen auf den Herrn           | Encomana al Senyor el teu destí              | Salms 55:23     | S A T B                   |
| 16   | Recitatiu amb cor     | Der du deine Diener machst zu Geistern     | Tu que tens per servents als esperits        | Reis I 18:38-40 | Elies, SATB               |
| 17   | Ària                  | Ist nicht des Herrn Wort wie ein Feuer     | No és la paraula del Senyor com un foc?      |                 | Elies                     |
| 18   | Arioso                | Weh ihnen, dass sie von mir weichen!       | Ai dels que s'apartin de mi!                 | Oseas 7:13      | A                         |
| 19   | Recitatiu amb cor     | Hilf deinem Volk, du Mann Gottes!          | Salva al teu poble, Oh home de Déu!          | Reis I 18:43-44 | Abdies, Elies, SATB, Jove |
| 20   | Cor                   | Dank sei dir, Gott                         | Gràcies a tu, Déu                            |                 | SATB                      |

| No. | Descripció        | Íncipit                                                 | Traducció                                         | Font del text   | Veus               |
| --- | ----------------- | ------------------------------------------------------- | ------------------------------------------------- | --------------- | ------------------ |
| 21  | Ària              | Höre, Israel                                            | Escolta Israel!                                   | Deuteronomi 6:4 | S                  |
| 22  | Cor               | Fürchte dich nicht, spricht unser Gott                  | No tinguis por, diu el nostre Déu                 |                 | SATB               |
| 23  | Recitatiu amb cor | Der Herr hat dich erhoben                               | El Senyor t'ha alçat                              | Reis I 19:2     | Elies, Reina, SATB |
| 24  | Cor               | Wehe ihm, er muss sterben!                              | Ai d'ell, ha de morir                             |                 | Abdies, Elies      |
| 25  | Recitatiu         | Du Mann Gottes, laß meine Rede                          | Home de Déu, deixa ara que les meves paraules     |                 | T                  |
| 26  | Ària              | És ist genug, sota nimm nun, Herr, meine Seele          | És suficient, Senyor pren la meva vida!           | Reis I 19:4     | Elies              |
| 27  | Recitatiu         | Siehe, er schläft                                       | Mireu, ara dorm                                   |                 | T                  |
| 28  | Trio              | Hebe deine Augen auf zu den Bergen                      | Alça els teus ulls a les muntanyes                |                 | S S A              |
| 29  | Cor               | Siehe, der Hüter Israels schläft noch schlummert nicht  | Mireu, el que guarda a Israel no dorm             | Salms 121:4     | SATB               |
| 30  | Recitatiu         | Stehe auf, Elias, denn du hast einen großen Weg vor dir | Aixeca't, Elies, doncs encara et queda molt camí! | Reis I 19:7     | Àngel I, Elies     |
| 31  | Ària              | Sei stille dem Herrn                                    | Descansa en el Senyor                             |                 | Àngel I            |
| 32  | Cor               | Wer bis an dónes Ende beharrt, der wird selig.          | Qui resisteix fins al final, serà salvat.         | Mateu 10:22     | SATB               |
| 33  | Recitatiu         | Herr, és wird Nacht um mich                             | Senyor, la nit cau al meu voltant!                | Reis I 19:11-25 | Elies, Àngel II    |
| 34  | Cor               | Der Herr ging vorüber                                   | El Senyor ha passat                               | Reis I 19:11    | SATB               |
| 35  | Cor               | Seraphim standen über ihm; Heilig ist Gott der Herr     | Hi havia sobre ell serafins; Sant és el Senyor    | Isaïes 6:2      | A; S S A A SATB    |
| 36  | Cor i recitatiu   | Gehe wiederum hinab! Ich gehe hinab                     | Torna pel teu camí!                               | Reis I 19:15-16 | SATB, Elies        |
| 37  | Arioso            | Ja, és sollen wohl die Berge weichen                    | Sí, que s'enfonsin les muntanyes!                 | Isaïes 54:10    | Elies              |
| 38  | Cor               | Und der Prophet Elias brach bulliment                   | I el profeta Elies va brollar com un foc          | Reis II 2:1     | SATB               |
| 39  | Ària              | Dann werden die Gerechten leuchten                      | Llavors els justs resplendiran                    |                 | T                  |
| 40  | Recitatiu         | Darum ward gesendet der Prophet Elias                   | Pel que va ser enviat el profeta Elies            |                 | S                  |
| 41  | Cor               | Aber einer erwacht von Mitternacht                      | Però algú es desperta a mitjanit                  | Isaïes 41:25    | SATB               |
| 41  | Quartet           | Wohlan, alle, die ihr durstig seid                      | Vosaltres els assedegats                          |                 | S A T B            |
| 42  | Cor               | Alsdann wird euer Licht hervorbrechen                   | Llavors brollarà la vostra llum                   | Reis I 19:2-25  | SATB               |
| 42  | Cor               | Herr, unser Herrscher                                   | Senyor, el nostre Senyor                          | Salms 8:1       | SATB               |

## Recepció

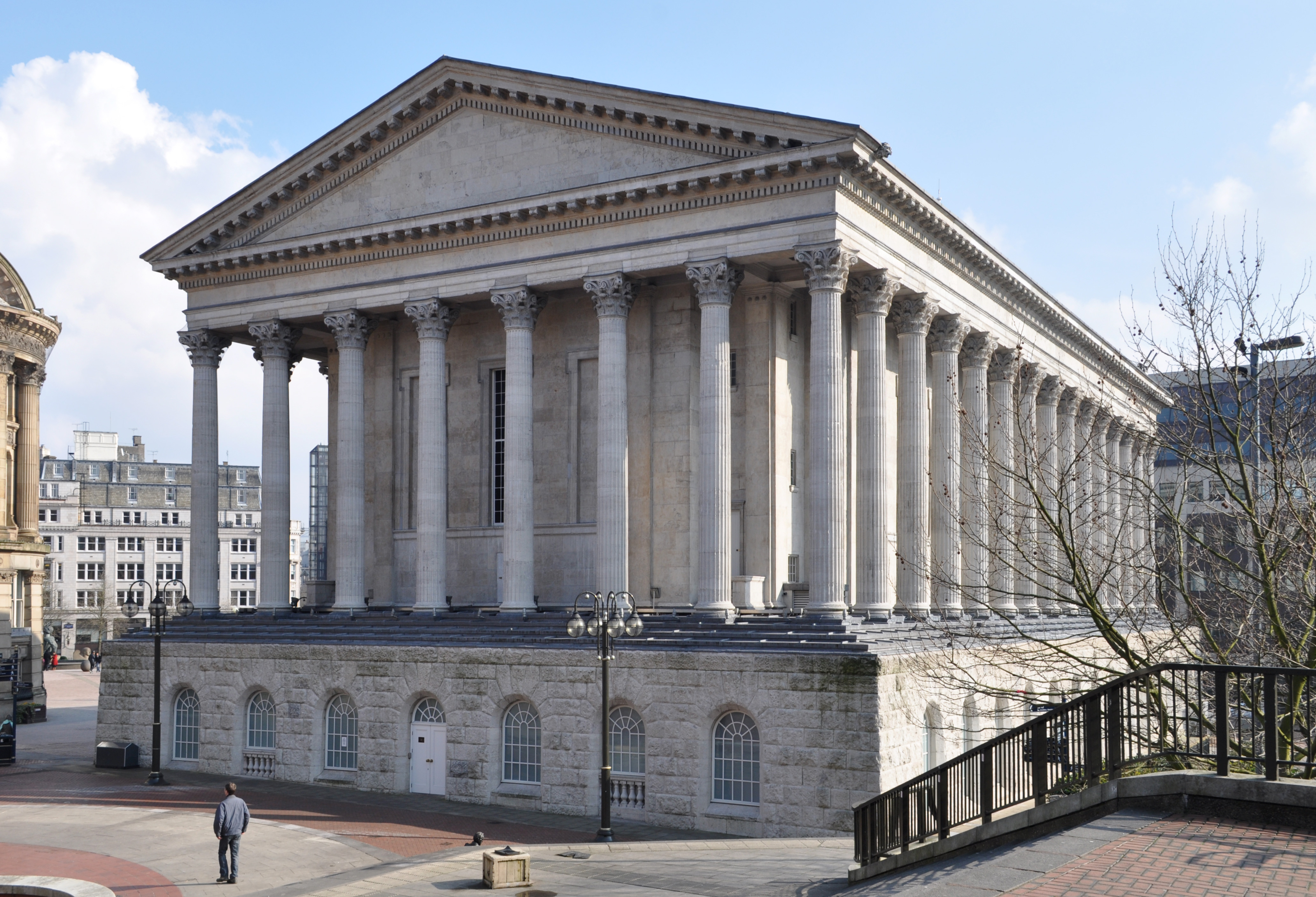
Ajuntament de Birmingham, lloc de l'estrena de l'oratori Elies de Mendelssohn

L'oratori va ser popular després de la seva estrena i ha estat des de llavors freqüentment executat, particularment en països de parla anglesa. És particularment apreciat per societats corals aficionades. El Príncep Albert va escriure l'any 1847 la següent dedicatòria en un llibret de l'oratori: «Al noble artista que, envoltat pel culte de Baal de l'art fals, ha estat capaç, com un segon Elies, a través del geni i de l'estudi, romandre autèntic al servei de l'art». Alguns crítics han tractat l'obra severament, emfatitzant el seu punt de vista convencional i el seu prudent estil musical. Bernard Shaw va escriure:
```
Vaig gaudir dimecres de la interpretació [de l'oratori Elies] fins a l'última nota, un acte de devoció professional què no formava part del meu pla per a la nit ... només cal pensar en 
Parsifal
, en la 
Novena Simfonia
, en 
La flauta màgica
, en els moments inspirats de Bach i Händel, per veure el gran abisme que hi ha entre l'autèntic sentiment religiós i el plaer nostre amb la preciositat exquisida de Mendelssohn.
[
9
]
```

Mendelssohn va escriure la part d'Elies de veu de soprano per a Jenny Lind, el rossinyol suec. Lind va cantar l'obra a la Sala Exeter de Londres a finals de 1848, donant les 1 000£ que va cobrar per a finançar una beca amb el nom del compositor. Arthur Sullivan fou el primer receptor de la Beca Mendelssohn, la qual cosa li va donar una important empenta en la seva carrera.
El pianista i compositor britànic Charles Salaman va adaptar el moviment Qui resisteix fins al final de l'oratori com a versió del Salm 93, Adonai Malakh (el Senyor regna), cantat la majoria de les nits de divendres en el servei del Sàbat de la comunitat jueva sefardita de Londres.